# Casa Arhiducelui din Fabric
Casa Arhiducelui, cunoscută și sub numele de Casa Josef Kunz, ori Casa Herczl Illes, este un imobil istoric situat pe Bulevardul 3 August 1919, nr. 11, în cartierul Fabric din Timișoara. 
Face parte din Situl urban „Fabric” (II), monument istoric cod LMI TM-II-s-B-06097.

## Istorie
În 1868, restricția privind construcțiile pe terenul esplanadei din cartierul Fabric din Timișoara a fost redusă de la 500 de stânjeni (aproximativ 949 de metri) la 300 de stânjeni (aproximativ 569 de metri). Această modificare a permis eliberarea unei suprafețe de teren între Parcul Orășenesc (cunoscut acum ca Parcul Poporului/Parcul Regina Maria) și Piața Coronini (numită acum Piața Romanilor).
În lucrarea sa intitulată „Alt-Temesvar im letzten Halbjahrhundert 1870-1920” (în traducere: Vechea Timișoară în ultima jumătate de secol 1870-1920), Josef Geml, primarul orașului Timișoara în perioada 1914-1918, a menționat că majoritatea clădirilor de pe Bulevardul 3 August 1919, începând de la Casa Kunz/Casa Arhiducelui și continuând până la Cafeneaua "Regina Angliei" din Piața Romanilor (astăzi Bulevardul 3 August 1919, nr. 29), au fost construite de Josef Kunz. De asemenea, se știe că a doua clădire cu două etaje din cartierul Fabric, situată în strada Episcop Joseph Lonovici, nr. 1, a fost construită tot de Josef Kunz. Această circumstanță a dus la numirea străzii Episcop Joseph Lonovici drept "Șirul Kunz" pe o perioadă semnificativă de timp.
Construită în jurul anului 1870 de către antreprenorul Josef Kunz, clădirea situată în cartierul Fabric din Timișoara a fost una dintre primele clădiri cu două etaje din zonă. Această inițiativă a stârnit nemulțumirea altor proprietari din cartier, care se temeau că valoarea caselor lor ar putea scădea în urma acestui exemplu.
Josef Kunz (n. 1823 - d. 1895) a fost un antreprenor și arhitect cu studii în inginerie la Institutul Politehnic din Viena în perioada 1842-1846 și arhitectură la München între decembrie 1846-iulie 1847, nereușind însă să obțină diploma academică. Întors în Timișoara, el a înființat fabrica de cărămidă Josef Kunz & Comp., care a funcționat până în anii 1930. De-a lungul timpului, Kunz a fost responsabil pentru construirea mai multor clădiri din oraș, contribuind la dezvoltarea arhitecturală a Timișoarei.
Clădirea construită de Josef Kunz în cartierul Fabric a atras atenția Arhiducelui Johann Salvator de Austria, care a cumpărat-o în 1873. Arhiducele, care era locotenent colonel de artilerie în garnizoana din Timișoara, a devenit proprietarul clădirii și a locuit în ea pentru o perioadă de timp. În anul următor, în 1874, Johann Salvator a publicat un pamflet la Timișoara cu titlul "Considerații asupra organizării artileriei austriece", care a provocat o mare senzație. Ca urmare, arhiducele a fost arestat la domiciliu. În 16 februarie 1875, la ordinul împăratului, Johann Salvator de Austria a fost transferat la Regimentul de Infanterie nr. 12 din Cracovia ca o pedeapsă. Cu toate acestea, un an mai târziu, el a preluat comanda Regimentului nr. 9 Infanterie.
În 1889, după sinuciderea prințului moștenitor Rudolf, prietenul și vărul său, Arhiducele a intrat într-o depresie, iar în timpul unei expoziții de la Paris, Johann Salvator de Austria a anunțat presei că intenționează să renunțe la toate titlurile nobiliare și să adopte numele de Johann (John) Orth, după denumirea castelului său din Austria. La sfârșitul acelui an, el a fost oficial exclus din arborele genealogic al familiei Habsburg.
Johann Orth a achiziționat un vas comercial și în 1890 a plecat într-o expediție în America de Sud. Într-o nefericită furtună pe mare, el a dispărut fără urmă. Această tragedie a atras atenția presei internaționale, care a dezvăluit treptat că la bordul vasului se afla și Ludmilla (Milly) Hildegard Steubel, o celebră dansatoare la Opera din Viena și marea său iubire încă din tinerețe. Se crede că cei doi s-au căsătorit în secret cu puțin înainte de călătoria lor în America de Sud.
La sfârșitul secolului al XIX-lea și începutul secolului al XX-lea, clădirea a trecut prin mai mulți proprietari. Printre aceștia s-a numărat și Illes Herczl, iar la parterul clădirii a funcționat o baie publică sub administrarea lui Alajos Lenz. De-a lungul timpului, clădirea a fost locuința unor persoane notabile, precum Beatrix Küttel, văduva primarului Károly (Karl) Küttel, care a petrecut ultimii ani ai vieții sale în această locație.

## Descriere
Clădirea cu două etaje din cartierul Fabric din Timișoara este un exemplu arhitectural al perioadei sale. Construită în jurul anului 1870, in stil neoclasicist, de către Josef Kunz, aceasta a reprezentat o inovație pentru zonă, fiind una dintre primele clădiri cu două etaje din cartier.
Arhitectura clădirii reflectă stilul și influențele vremii sale, prezentând elemente caracteristice ale epocii. 
De-a lungul timpului, clădirea și-a păstrat în mare măsură aspectul original, deși au fost aduse unele modificări în funcție de nevoile și preferințele proprietarilor săi, imobilul având, inițial, și patru statui deasupra cornișei ca ornament, acestea dispărând, însă, de-a lungul anilor.